# Charles Franklin Hoover
Charles Franklin Hoover (* 2. August 1865 in Miamisburg, Ohio; † 14. Juni 1927 in Cleveland, Ohio) war ein US-amerikanischer Arzt. 

## Leben und Wirken
Charles Hoover war der Sohn von Abel und Clara Elisabeth Hoover, die Familie produzierte landwirtschaftliche Geräte und war wohlhabend. Er studierte von 1882 bis 1885 an der Ohio Wesleyan University und anschließend an der Harvard University, wo er 1887 einen Bachelor- und 1892 einen Medizinabschluss (MD) erwarb. Sein familiärer Hintergrund ermöglichte ihm Studienaufenthalte in Europa, darunter an den Universitäten Wien, Straßburg und Paris. Ab 1894 war er als visiting physician in Cleveland ärztlich tätig, zuerst am Cleveland City Hospital, später am Lakeside Hospital. 1907 wurde er Professor an der Western Reserve University in Cleveland. Während des Ersten Weltkriegs war Hoover als Major einer Sanitätseinheit der Reserve von Mai bis September 1917 in Frankreich stationiert (U.S. Army Base Hospital No. 4). Er starb 1927 in Cleveland.
Hoover wird als fähiger Diagnostiker beschrieben, dessen medizinische Interessen breit gefächert waren. Er beschrieb die beiden Hoover-Zeichen. Dabei handelt es sich einerseits um einen klinischen Test zur Aufdeckung einer psychogenen Parese, andererseits um ein klinisches Zeichen bei Lungenerkrankungen.

## Veröffentlichungen (Auswahl)
- A new sign for the detection of malingering and functional paresis of the lower extremities. In: Journal of the American Medical Association. Band LI, Nr. 9, 1908, S. 746–746, doi:10.1001/jama.1908.25410090028001h.